# Lee Yeon-hee
Lee Yeon-hee (en coréen : 이연희), née le 9 janvier 1988, est une actrice sud-coréenne. Elle est plus connue pour son travail dans les séries télévisées East of Eden (2008), Phantom (2012), Miss Korea (2013), Reunited Worlds (2017); et dans les films A Millionaire's First Love (2006), M (2007) et Détective K : Le Secret de l'île perdue (2015).

## Jeunesse
Lee est née dans le Comté de Haenam en Corée du Sud et elle grandit à Bundang. En 2002, elle réussit à signer un contrat avec SM Entertainment après qu'elle a remporté la catégorie "Best Feature" dans le concours SM Entertainment Best Youth.

## Filmographie

### Film
| Année | Titre                                   | Rôle          | Chaine              |
| ----- | --------------------------------------- | ------------- | ------------------- |
| 2006  | A Millionaire's First Love              | Choi Eun-hwan | Lotte Entertainment |
| 2007  | M                                       | Mi-mi         | N/A                 |
| 2007  | My Love                                 | So-hyeon      | Showbox             |
| 2008  | U-Turn                                  | Yeon-hee      | OCN                 |
| 2008  | Hello, Schoolgirl                       | Han Soo-young | CJ Entertainment    |
| 2011  | Far Away : Les Soldats de l'espoir      | Kim Eun-soo   | CJ Entertainment    |
| 2013  | Marriage Blue                           | So-mi         | N/A                 |
| 2015  | Détective K : Le Secret de l'île perdue | Hisako        | Showbox / Mediaplex |

### Séries télévisées
| Année | Titre              | Rôle                 | Chaine |
| ----- | ------------------ | -------------------- | ------ |
| 2004  | Emperor of the Sea | young Jung-hwa       | KBS2   |
| 2004  | My Lovely Family   | Yeon-ji              | KBS1   |
| 2005  | Resurrection       | Kang Shin-young      | KBS2   |
| 2006  | One Fine Day       | Goo Hyo-joo          | MBC    |
| 2008  | East of Eden       | Gook Young-ran/Grace | MBC    |
| 2011  | Paradise Ranch     | Lee Da-ji            | SBS    |
| 2012  | Phantom            | Yoo Kang-mi          | SBS    |
| 2013  | Gu Family Book     | Yoon Seo-hwa         | MBC    |
| 2013  | Miss Korea         | Oh Ji-young          | MBC    |
| 2015  | Splendid Politics  | Princess Jeongmyeong | MBC    |
| 2017  | Reunited Worlds    | Jung Jung-Won        | SBS    |
| 2017  | The Package        | Yoon So-so           | jTBC   |

### Music video appearances
| Année | Titre de chanson              | Artiste                         |
| ----- | ----------------------------- | ------------------------------- |
| 2001  | "Alone"                       | Moon Hee-joon                   |
| 2001  | "Our Story"                   | Moon Hee-joon feat. Oh Sang-eun |
| 2001  | "Thanks God"                  | Kangta                          |
| 2002  | "Condition of My Heart"       | Fly to the Sky                  |
| 2002  | "Hero"                        | Shinhwa                         |
| 2002  | "Memories"                    | Kangta                          |
| 2002  | "Pine Tree"                   | Kangta                          |
| 2002  | "Propose"                     | Kangta                          |
| 2003  | "Habit"                       | Fly to the Sky                  |
| 2004  | "My Little Princess"          | TVXQ                            |
| 2004  | "The Way U Are"               | TVXQ                            |
| 2005  | "Persona"                     | Kangta                          |
| 2006  | "Timeless"                    | Zhang Liyin feat. Xia           |
| 2008  | "Star Wish (I Will)"          | Zhang Liyin                     |
| 2008  | "The Left Shore of Happiness" | Zhang Liyin                     |
| 2008  | "M-net Love Song 2008"        |                                 |
| 2009  | "Wizard Of Oz"                | Clazziquai                      |
| 2010  | "Miss You"                    | S.M. The Ballad                 |

## Discographie
| Année | Titre de chanson | Notes                                          |
| ----- | ---------------- | ---------------------------------------------- |
| 2009  | "Club No.1"      | Track 9 from Super Junior's album Sorry, Sorry |

## Récompenses et nominations
| Année | Récompense                        | Catégorie                                            | Nominated work                          | Résultat   |
| ----- | --------------------------------- | ---------------------------------------------------- | --------------------------------------- | ---------- |
| 2001  | 2nd SM Best Youth Contest         | Grand Prize                                          | NC                                      | Lauréat    |
| 2006  | 5th Korean Film Awards            | Best New Actress                                     | A Millionaire's First Love              | Nomination |
| 2007  | 6th Korean Film Awards            | Best New Actress                                     | M                                       | Nomination |
| 2008  | 5th Max Movie Awards              | Best New Actress                                     | M                                       | Lauréat    |
| 2008  | 44th Baeksang Arts Awards         | Best New Actress (Film)                              | M                                       | Nomination |
| 2008  | 31st Golden Cinematography Awards | Best New Actress                                     | M                                       | Lauréat    |
| 2008  | MBC Drama Awards                  | Best Couple Award with Song Seung-heon               | East of Eden                            | Lauréat    |
| 2008  | MBC Drama Awards                  | Popularity Award, Actress                            | East of Eden                            | Lauréat    |
| 2008  | MBC Drama Awards                  | Best New Actress                                     | East of Eden                            | Lauréat    |
| 2009  | 45th Baeksang Arts Awards         | Best New Actress (TV)                                | East of Eden                            | Nomination |
| 2012  | 7th Asia Model Festival Awards    | Fashionista Award                                    | NC                                      | Lauréat    |
| 2012  | SBS Drama Awards                  | Excellence Award, Actress in a Drama Special         | Phantom                                 | Nomination |
| 2013  | MBC Drama Awards                  | Excellence Award, Actress in a Miniseries            | Gu Family Book                          | Nomination |
| 2014  | MBC Drama Awards                  | Top Excellence Award, Actress in a Miniseries        | Miss Korea                              | Nomination |
| 2015  | Korean Film Actors' Guild Awards  | Popularity Award                                     | Détective K : Le Secret de l'île perdue | Lauréat    |
| 2015  | MBC Drama Awards                  | Excellence Award, Actress in a Special Project Drama | Splendid Politics                       | Nomination |